# Вент, Карл
Карл Вент (англ. Carl Venth; 16 февраля 1860, Кёльн — 29 января 1938, Сан-Антонио) — немецко-американский скрипач, композитор и дирижёр.
Начал учиться игре на скрипке в девятилетнем возрасте у своего отца, затем учился в Кёльнской консерватории, где изучал скрипку под руководством Георга Яфы и композицию у Фердинанда Хиллера, Отто Клаувеля, Густава Йенсена. В 1877 г. окончил Брюссельскую консерваторию по классу скрипки Генрика Венявского.
В 1878 г. занял пост концертмейстера в оркестре Утрехта под руководством Рихарда Хола, с ним же дебютировал как солист. В 1879 г. предпринял турне по Нидерландам (16 концертов в 12 городах) вместе с пианистом Альфредом Патцигом и виолончелисткой Луизой Вандерслеб-Патциг, затем некоторое время был концертмейстером Фламандской оперы в Брюсселе и в одной из парижских оперных трупп.
С 1880 г. жил и работал в США, первоначально гастролировал как солист, с 1884 г. играл в оркестре Метрополитен-опера. В 1889 г. основал в Бруклине музыкальную школу, в 1890 г. основал и возглавил Бруклинский симфонический оркестр, с 1891 г. возглавлял также струнный квартет Вента. Выступал также как концертмейстер и дирижёр нескольких других второстепенных нью-йоркских коллективов.
В 1908 г. перебрался в Техас, первоначально как заведующий кафедрой скрипки в Колледже Кидд-Кей в Шермане. Затем возглавил любительский оркестр в Далласе, а в 1911 г. объединив свой коллектив с оркестром Уолтера Фрида, стал главным дирижёром Далласского симфонического оркестра, оставаясь на этом посту до 1914 г. Затем короткое время возглавлял оркестр в Форт-Уорте, в 1914—1931 гг. руководил отделением искусства в Техасском женском колледже (ныне Техасский Уэслианский университет), одновременно с 1927 г. исполняя обязанности концертмейстера в Далласском симфоническом оркестре. С 1931 г. возглавлял отделение искусства в Университете Тринити в Сан-Антонио, преподавал теорию музыки, гармонию и скрипку.
Написал оперы «Пан», «Айонский монах» (англ. The Monk of Iona) и «Честная Бетти» (англ. Fair Betty), поэма для хора и оркестра «Колокол» (нем. Die Glocke, по Фридриху Шиллеру), кантаты, два скрипичных концерта, два струнных квартета, фортепианное трио, три скрипичных сонаты, фортепианные пьесы, многочисленные вокальные сочинения. Посмертно опубликована автобиография «Мои воспоминания» (англ. My Memories).